# طوني غولدوين
طوني غولدوين (بالإنجليزية: Tony Goldwyn)‏ مواليد 20 مايو 1960 في لوس أنجلوس، هو ممثل ومخرج أمريكي بدأ مسيرته الفنية عام 1986.

## الأعمال
- شبح
- قضية البجع
- تقبيل الفتيات
- طرزان
- اليوم السادس
- كينغدوم هارتس
- الساموراي الأخير
- البيت الأخير على اليسار
- ذا ميكانيك
- مختلفة
- سلسلة مختلفة: متمردة

## وصلات خارجية
- طوني غولدوين على موقع IMDb (الإنجليزية)
- طوني غولدوين على موقع روتن توميتوز (الإنجليزية)
- طوني غولدوين على موقع ألو سيني (الفرنسية)
- طوني غولدوين على موقع ميوزك برينز (الإنجليزية)
- طوني غولدوين على موقع أول موفي (الإنجليزية)
- طوني غولدوين على موقع قاعدة بيانات برودواي على الإنترنت (الإنجليزية)
- طوني غولدوين على موقع قاعدة بيانات الأفلام السويدية (السويدية)
- طوني غولدوين على موقع إن إن دي بي (الإنجليزية)
- طوني غولدوين على موقع ديسكوغز (الإنجليزية)
- طوني غولدوين على موقع قاعدة بيانات الفيلم (الإنجليزية)